# Kyllinga chrysanthoides
Kyllinga chrysanthoides är en halvgräsart som beskrevs av Mtot. Kyllinga chrysanthoides ingår i släktet Kyllinga och familjen halvgräs.
Artens utbredningsområde är Burundi. Inga underarter finns listade i Catalogue of Life.